# Суммарный алфавит, принятый в СССР
«Суммарный алфавит, принятый в СССР» — набор из 400 символов, достаточный для набора текстов на 90 языках, пользующихся кириллицей и латиницей. Сходные русские и латинские буквы были совмещены (хотя на картинках русские и латинские буквы без диакритики показаны отдельно).
Перечень алфавитов, которые можно составить из знаков «суммарного алфавита»:
- На кириллической графической основе: абазинский, абхазский, аварский, адыгейский, азербайджанский, алтайский, болгарский, башкирский, белорусский, бурят-монгольский, горномарийский, даргинский, кабардинский, казахский, калмыцкий, каракалпакский, киргизский, коми-пермяцкий, кумыкский, курдский, лакский, латгальский, лезгинский, лугововосточный марийский, македонский, мансийский, мокша-мордовский, молдавский (не содержит буквы Ӂ, включённой в 1967 году), монгольский, нанайский, ненецкий, нивхский, ногайский, нымыланский, русский, саамский, осетинский, селькупский, табасаранский, таджикский, татарский, татский, тувинский, туркменский, уйгурский, удмуртский, удэгейский, узбекский, украинский, хакасский, хантыйский, цыганский, черкесский, чеченский, чувашский, чукотский, шорский, шугнанский, эвенкийский, эвенский, эрзя-мордовский, эскимосский, якутский.

- На латинской графической основе: албанский, английский, венгерский, голландский, датский, исландский, испанский, итальянский, карельский, латинский, латышский, литовский, немецкий, норвежский, польский, португальский, румынский, сербский, словенский, словацкий, турецкий, финский, французский, хорватский, чешский, шведский, эстонский.

## Развитие
Ничего не известно о попытках создать компьютерную кодировку на основе этого «суммарного алфавита». В настоящее время «суммарный алфавит» неактуален в связи с внедрением Юникода.